# 科馬爾尼克

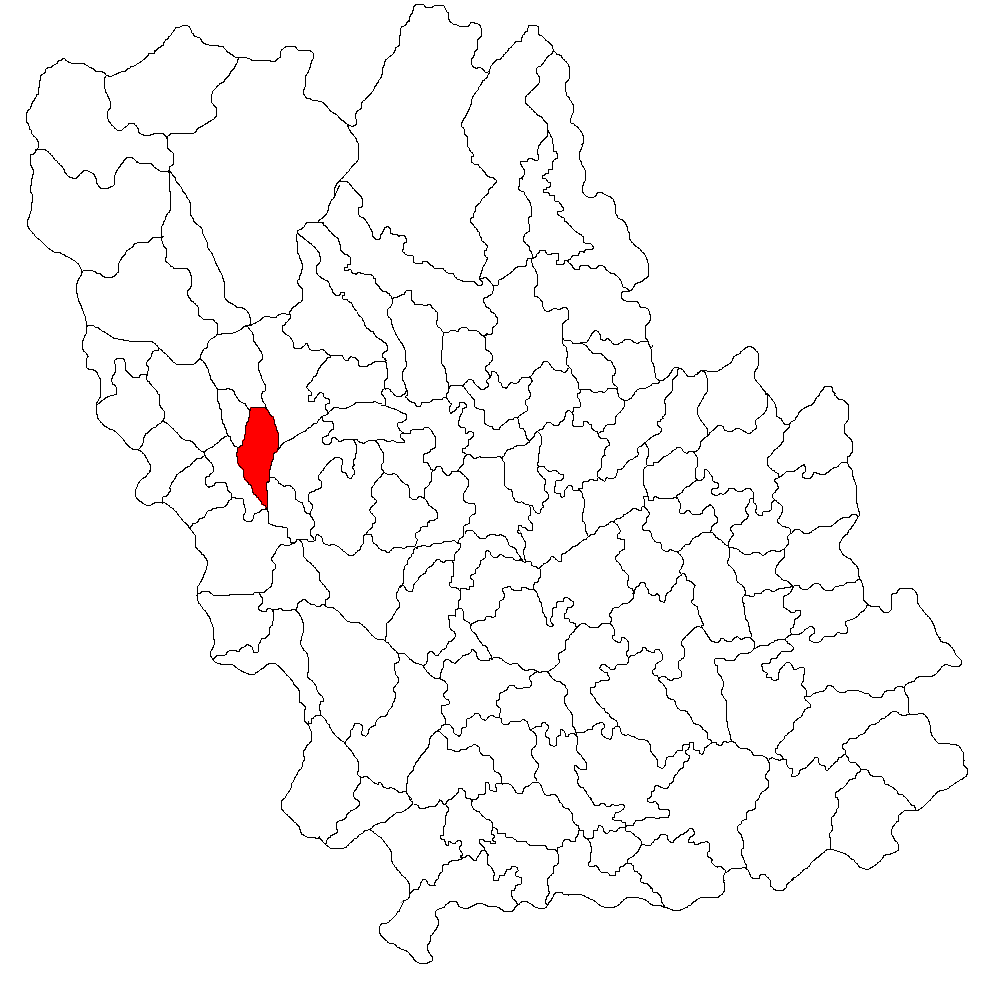

科馬爾尼克是羅馬尼亞的城鎮，位於該國中部，距離首府普洛耶什蒂46公里，由普拉霍瓦縣負責管轄，面積89.97平方公里，海拔高度650米，2009年人口13,056，大多數居民信奉東正教。

## 友好城市
- 法國 萨维尼勒唐普勒